# Théorie additive des nombres
La théorie additive des nombres est une branche de la théorie des nombres où sont étudiées des parties de l'ensemble des entiers, et leur comportement vis-à-vis de l'addition. Plus abstraitement, ce domaine inclut l'étude des groupes abéliens et des demi-groupes commutatifs, dont la loi interne est alors notée additivement. Il a des liens étroits avec la combinatoire arithmétique et la géométrie des nombres. Le principal objet d'étude est la somme d'ensembles : somme de deux parties A et B d'un groupe abélien et somme itérée d'une partie A avec elle-même.

## Problèmes directs
Les problèmes directs sur (typiquement) des entiers consistent à déterminer quels entiers peuvent être représentés comme sommes de h éléments d'un ensemble fixé A d'entiers naturels. Deux problèmes classiques de ce type sont la conjecture de Goldbach et le problème de Waring. Beaucoup de ces problèmes ont été étudiés à l'aide de la méthode du cercle de Hardy-Littlewood et de méthodes de cribles.
L'ensemble A est appelé une base (resp. base asymptotique) d'ordre h si tout entier naturel (resp. tout entier suffisamment grand) est somme de h éléments de A. Beaucoup de recherches actuelles concernent cette notion. Par exemple, il a été démontré que pour tout h, parmi les bases asymptotiques d'ordre h, il en existe qui sont minimales (pour l'inclusion), mais il en existe aussi qui ne contiennent aucune minimale. Une autre question, soulevée dans la conjecture d'Erdős-Turán sur les bases additives, est l'étude du comportement asymptotique de la fonction qui à tout entier associe le nombre de ses décompositions comme somme de h éléments de A.

## Problèmes inverses
La combinatoire additive est un nom récent pour la branche de la théorie additive des nombres qui concerne les problèmes inverses, souvent sur des groupes plus généraux que celui des entiers. Il s'agit, à partir d'informations sur la somme d'ensembles A + B, de déduire des propriétés sur la structure des deux ensembles A et B. Contrairement aux problèmes liés aux bases classiques évoqués ci-dessus, ce domaine traite plutôt d'ensembles finis qu'infinis. Une question typique est : quelle doit être la structure de A et B pour que le cardinal de A + B soit « petit » (relativement à ceux de A et B) ? Dans le cas des entiers, le théorème de Freiman fournit une réponse, partielle mais puissante, en termes de progressions arithmétiques généralisées. Un autre problème typique est de trouver simplement un minorant du cardinal de A + B en fonction de ceux de A et B (de tels problèmes sont souvent considérés comme directs, mais on peut aussi les voir comme des problèmes inverses : par exemple, quelle « petitesse » de A + B est suffisante pour que A ou B soit vide ?). Des exemples de ce type incluent la conjecture d'Erdős-Heilbronn (pour une somme restreinte d'ensembles) et le théorème de Cauchy-Davenport. Les méthodes utilisées pour aborder de telles questions puisent non seulement dans la combinatoire, la théorie des groupes, l'algèbre linéaire et les méthodes polynomiales, mais s'étendent à tout le spectre des mathématiques, y compris la théorie ergodique, l'analyse et la théorie des graphes.